# Dion Wright
Dion Wright (Lakewood, 7 agosto 1991) è un cestista statunitense.